# Anton Ausserer
Anton Ausserer (ur. 5 lipca 1843 w Bolzano, zm. 20 lipca 1889 w Grazu) – austriacki entomolog i arachnolog.
Pasjonował się historią naturalną od najmłodszych lat. Jego zainteresowania zwrócił ku pająkom profesor Camill Heller. W 1867 roku Ausserer został profesorem w Feldkrich, a w 1869 w Innsbrucku. Został członkiem Towarzystwa Historii Naturalnej Miasta Innsbrucka. W 1872 roku zdobył tytuł doktora i w dwa lata później został nauczycielem w Grazu. Ausserer odbył dwie podróże: na Sycylię w latach 1880-1881 i do Egiptu w latach 1886-1887. Rok później ożenił się, jednak w 1889 zmarł na bronchit.

## Opisane taksony
Rodzaje:
- Acanthoscurria AUSSERER, 1871 (Theraphosidae)
- Chaetopelma AUSSERER, 1871 (Theraphosidae)
- Cyclosternum AUSSERER, 1871 (Theraphosidae)
- Euathlus AUSSERER, 1875 (Theraphosidae)
- Hapalopus AUSSERER, 1875 (Theraphosidae)
- Harpactira AUSSERER, 1871 (Theraphosidae)
- Homoeomma AUSSERER, 1871 (Theraphosidae)
- Hypsosinga AUSSERER, 1871 (Araneidae)
- Ischnocolus AUSSERER, 1871 (Theraphosidae)
- Selenocosmia AUSSERER, 1871 (Theraphosidae)
- Sericopelma AUSSERER, 1875 (Theraphosidae)
- Tapinauchenius AUSSERER, 1871 (Theraphosidae)

Gatunki:
- Acanthoscurria minor AUSSERER, 1871 (Theraphosidae)
- Aphonopelma mordax AUSSERER, 1871 (Theraphosidae)
- Aphonopelma rubropilosum AUSSERER, 1871 (Theraphosidae)
- Aphonopelma steindachneri AUSSERER, 1875 (Theraphosidae)
- Avicularia doleschalli AUSSERER, 1871 (Theraphosidae)
- Avicularia hirsuta AUSSERER, 1875 (Theraphosidae)
- Avicularia metallica AUSSERER, 1875 (Theraphosidae)
- Avicularia obscura AUSSERER, 1875 (Theraphosidae)
- Avicularia rapax AUSSERER, 1875 (Theraphosidae)
- Avicularia rutilans AUSSERER, 1875 (Theraphosidae)
- Brachypelma vagans AUSSERER, 1875 (Theraphosidae)
- Chaetopelma gracile AUSSERER, 1871 (Theraphosidae)
- Cyclosternum kochi AUSSERER, 1871 (Theraphosidae)
- Cyclosternum macropus AUSSERER, 1875 (Theraphosidae)
- Cyclosternum schmardae AUSSERER, 1871 (Theraphosidae)
- Cyrtopholis cursor AUSSERER, 1875 (Theraphosidae)
- Cyrtopholis innocua AUSSERER, 1871 (Theraphosidae)
- Cyrtopholis intermedia AUSSERER, 1875 (Theraphosidae)
- Grammostola grossa AUSSERER, 1871 (Theraphosidae)
- Grammostola mollicoma AUSSERER, 1875 (Theraphosidae)
- Hapalopus formosus AUSSERER, 1875 (Theraphosidae)
- Harpactira tigrina AUSSERER, 1875 (Theraphosidae)
- Hemirrhagus pernix AUSSERER, 1875 (Theraphosidae)
- Ischnocolus syriacus AUSSERER, 1871 (Theraphosidae)
- Ischnocolus triangulifer AUSSERER, 1871 (Theraphosidae)
- Lasiodora isabellina AUSSERER, 1871 (Theraphosidae)
- Lasiodora spinipes AUSSERER, 1871 (Theraphosidae)
- Lasiodora striatipes AUSSERER, 1871 (Theraphosidae)
- Leviellus thorelli AUSSERER, 1871 (Araneidae)
- Megaphobema robustum AUSSERER, 1875 (Theraphosidae)
- Pamphobeteus ferox AUSSERER, 1875 (Theraphosidae)
- Pamphobeteus fortis AUSSERER, 1875 (Theraphosidae)
- Pamphobeteus nigricolor AUSSERER, 1875 (Theraphosidae)
- Phlogiellus inermis AUSSERER, 1871 (Theraphosidae)
- Phormictopus cautus AUSSERER, 1875 (Theraphosidae)
- Poltys idae AUSSERER, 1871 (Araneidae)
- Selenocosmia lanipes AUSSERER, 1875 (Theraphosidae)
- Sericopelma rubronitens AUSSERER, 1875 (Theraphosidae)
- Sericopelma striatum AUSSERER, 1871 (Theraphosidae)
- Xenesthis immanis AUSSERER, 1875 (Theraphosidae)
- Zygiella keyserlingi AUSSERER, 1871 (Araneidae)

## Taksony nazwane na jego cześć
- Altella aussereri THALER, 1990 (Dictynidae)
- Nomisia aussereri L.KOCH, 1872 (Gnaphosidae)
- Singa aussereri THORELL, 1873 (Araneidae)

## Wybrane publikacje
- 1867. "Die Arachniden Tirols nach ihrer horizontalen und verticalen Verbreitung, 1." Verhandlungen der kaiserlich-königlichen zoologisch-botanischen Gesellschaft. Wiedeń, 17:137–170.
- 1871. "Beiträge zur Kenntnis der Arachniden-Familie der Territelariae Thorell (Mygalidae Autor)". Verhandlungen der kaiserlich-königlichen zoologisch-botanischen Gesellschaft. Wiedeń, 21:184-187.
- 1875. "Zweiter Beitrag zur Kenntnis der Arachniden-Familie der Territelariae Thorell (Mygalidae Autor)". Verhandlungen der kaiserlich-königlichen zoologisch-botanischen Gesellschaft. Wiedeń, 25:169.